# Kurud
Kurud là một thị xã và là một nagar panchayat của quận Dhamtari thuộc bang Chhattisgarh, Ấn Độ.

## Địa lý
Kurud có vị trí 20°50′B 81°43′Đ / 20,83°B 81,72°Đ Nó có độ cao trung bình là 298 mét (977 feet).

## Nhân khẩu
Theo điều tra dân số năm 2001 của Ấn Độ, Kurud có dân số 11.469 người. Phái nam chiếm 50% tổng số dân và phái nữ chiếm 50%. Kurud có tỷ lệ 64% biết đọc biết viết, cao hơn tỷ lệ trung bình toàn quốc là 59,5%: tỷ lệ cho phái nam là 73%, và tỷ lệ cho phái nữ là 56%. Tại Kurud, 16% dân số nhỏ hơn 6 tuổi.